# Upponyi-szoros
Upponyi-szoros este o arie protejată (arie specială de conservare — SAC, sit de importanță comunitară — SCI) din Ungaria întinsă pe o suprafață de 1.289,76 ha, integral pe uscat.

## Localizare
Centrul sitului Upponyi-szoros este situat la coordonatele 48°12′03″N 20°27′11″E / 48.200833°N 20.453056°E.

## Înființare
Situl Upponyi-szoros a fost declarat sit de importanță comunitară în mai 2004 pentru a proteja 2 specii de plante și 23 de specii de animale. Situl a fost protejat și ca arie specială de conservare în februarie 2010.

## Biodiversitate
Situată în ecoregiunea panonică, aria protejată conține 14 habitate naturale: Păduri panonice cu Quercus pubescens, Tufărișuri subcontinentale peripanonice, Păduri panonice cu Quercus petraea și Carpinus betulus, Pajiști stepice subpanonice, Păduri panonice-balcanice de stejar turcesc - stejar sesil, Pajiști panonice carstice (Stipo-Festucetalia pallentis), Păduri aluvionare cu Alnus glutinosa și Fraxinus excelsior (Alno-Padion, Alnion incanae, Salicion albae), Păduri pe pante, grohotișuri și ravene de Tilio-Acerion, Păduri de fag Asperulo-Fagetum, Păduri de fag din Europa Centrală dezvoltate pe sol calcaros cu Cephalanthero-Fagion, Liziere de ierburi înalte hidrofile de câmpie și de nivel montan până la alpin, Pajiști uscate seminaturale și facies de acoperire cu tufișuri pe substraturi calcaroase (Festuco-Brometalia) (* situri importante pentru orhidee), Pajiști carstice calcaroase sau bazofile, de Alysso-Sedion albi, Fânețe de joasă altitudine (Alopecurus pratensis, Sanguisorba officinalis).
La baza desemnării sitului se află mai multe specii protejate:
- plante (2): Echium russicum, sisinei (Pulsatilla grandis)
- amfibieni (1): buhai de baltă cu burta roșie (Bombina bombina)
- mamifere (8): lupul (Canis lupus), castor (Castor fiber), vidră de râu (Lutra lutra), liliac cu urechi mari (Myotis bechsteinii), liliac de iaz (Myotis dasycneme), liliac comun (Myotis myotis), liliacul mediteranean cu potcoavă (Rhinolophus euryale), liliacul mic cu potcoavă (Rhinolophus hipposideros)
- nevertebrate (10): croitorul mare al stejarului (Cerambyx cerdo), Cucujus cinnaberinus, orthosia schmidtii (Dioszeghyana schmidtii), Euplagia quadripunctaria, Hypodryas maturna, Limoniscus violaceus, rădașcă (Lucanus cervus), fluturele purpuriu (Lycaena dispar), Rosalia alpina, Unio crassus
- pești (3): Barbus meridionalis, zvârluga (Cobitis taenia), boarță (Rhodeus sericeus amarus)
- reptile (1): țestoasa de baltă (Emys orbicularis)

Pe lângă speciile protejate, pe teritoriul sitului au mai fost identificate 10 specii de plante, 10 specii de nevertebrate.